# تآزر المضاد الحيوي
تآزر المضاد الحيوي هو واحد من ثلاث استجابات ممكنة عندما يتم استخدام اثنان أو أكثر من المضادات الحيوية في الوقت ذاته لعلاج العدوى . في الاستجابات التآزرية،  المضادات الحيوية المطبقة تعمل معاً لأنتاج أكثر فاعلية مما لو تم تطبيق مضاد حيوي منفرد .مقارنة بالتأثير الإضافي، حيث تكون فاعلية تركيبة المضاد الحيوي مساوية تقريبًا للفاعليات المشتركة لكل مضاد حيوي منفرد، والتأثير المضاد، حيث تكون فاعلية التركيبة أقل من الفاعلية المشتركة لكل مضاد حيوي.
الاهتمام السريري بالتآزر يعود إلى أوائل الخمسينيات، عندما لاحظ الممارسون أن المرضى الذين يعانون من بكتيريا التهاب بطانة القلب يعانون من ارتفاع معدل الانتكاس عندما يتم استخدام البنسلين G لوحده في العلاج وبشكل واضح تقل معدل الانتكاسة عندما يتم دمج الستربتوميسين مع البنسلين G لمكافحة العدوى. منذ ذلك الوقت، مجتمع البحث أجرى العديد من الدراسات المتعلقة بأثار وإمكانيات تركيبات المضادات الحيوية . اليوم، العلاج المركب هو معروف على انه يوفر مجموعة واسعة من تغطية المضادات الحيوية، ويحارب على نحو فعال التهابات البوليميكروبات، ويقلل من اختيار السلالات مقاومة المضادات الحيوية ، ويقلل من سمية الجرعة حيث يطبق، وفي بعض الحالات يوفر نشاطًا تآزريًا.
التآزر المضادات الحيوية أمر مرغوب فيه من الناحية السريرية لعدة أسباب.على مستوى المريض، وفرت تعزيز فاعلية مضادة للمايكروبات بواسطة سمح التآزر للجسم بإزالة العدوى بسرعة أكبر، مما يؤدي إلى دورات أقصر للعلاج بالمضادات الحيوية. العلاج الأقصر في العادة دوره يقلل من تأثير التسمم المتعلق بالجرعة، ان وجدت. بالإضافة إلى، يساعد التآزر في القضاء التام على البكتيريا، ازالة العدوى بشكل كامل أكثر مما يمكن تحقيقه بدون تآزر. على مستوى اعلى، التأثيرات التآزرية مفيدة لمكافحة السلالات البكتيرية المقاومة من خلال زيادة الفاعلية وتوقف انتشار البكتيريا المقاومة من خلال الاستئصال الكامل للعدوى، ومنع الاختيار التطوري للخلايا المقاومة والسلالات.
البحث الحالي على التآزر المضادات الحيوية والعلاجات المحتملة تتحرك في ثلاثة اتجاهات رئيسية . بعض الأبحاث تم تخصيصها لإيجاد تركيبات من المضادات الحيوية الموجودة التي عندما تظهر مجتمعة التآزر. مثال تقليدي على هذا التأثير هو التفاعل بين β-lactams ، الذي يدمر غشاء الخلية البكتيرية، و aminoglycosides ، التي تثبط بناء البروتين . الدمار الملحق إلى جدار الخلية بواسطة β-lactams تسمح للعديد من جزيئات aminoglycoside بأن يتم أخذها إلى داخل الخلية مما قد يكون ممكنا، يعزز تلف الخلايا. في بعض الحالات، تركيبات المضاد للبكتيريا يعيد فاعلية الأدوية غير الفعالة،  بحث آخر تم تخصيصه ايجاد تكسير  مقاومة المضادات الحيوية (ARB's) الذي يعزز فاعلية المضادات الحيوية، يتوسط هذا التأثير عبر النشاط المضاد للبكتيريا المباشر لـ ARB ، استهداف وتدمير اليات العلاج القاوم للبكتيريا يسمح للمضاد الحيوي العمل بشكل صحيح، يتفاعل مع الحاضن لأطلاق اليات دفاعية، أو مزيج من ذلك . يتضمن الاتجاه الثالث للبحث الجمع بين المضادات الحيوية التقليدية ومبيد البكتيريا غير التقليدية مثل جزيئات نانو الفضية . جزيئات نانو الفضية لديها تفاعلات قوية غير محددة مع خلايا البكتيريا التي تؤدي إلى تشوه في جدار الخلية وتوليد تدمير مركبات اكسجين التفاعلية (ROS) الموجودة في مكونات الخلية . هذه التأثيرات يعتقد انها تضعف الخلايا البكتيرية، مما يجعلها أكثر عرضة للهجوم من المضادات الحيوية التقليدية.